# Citadelles mosanes

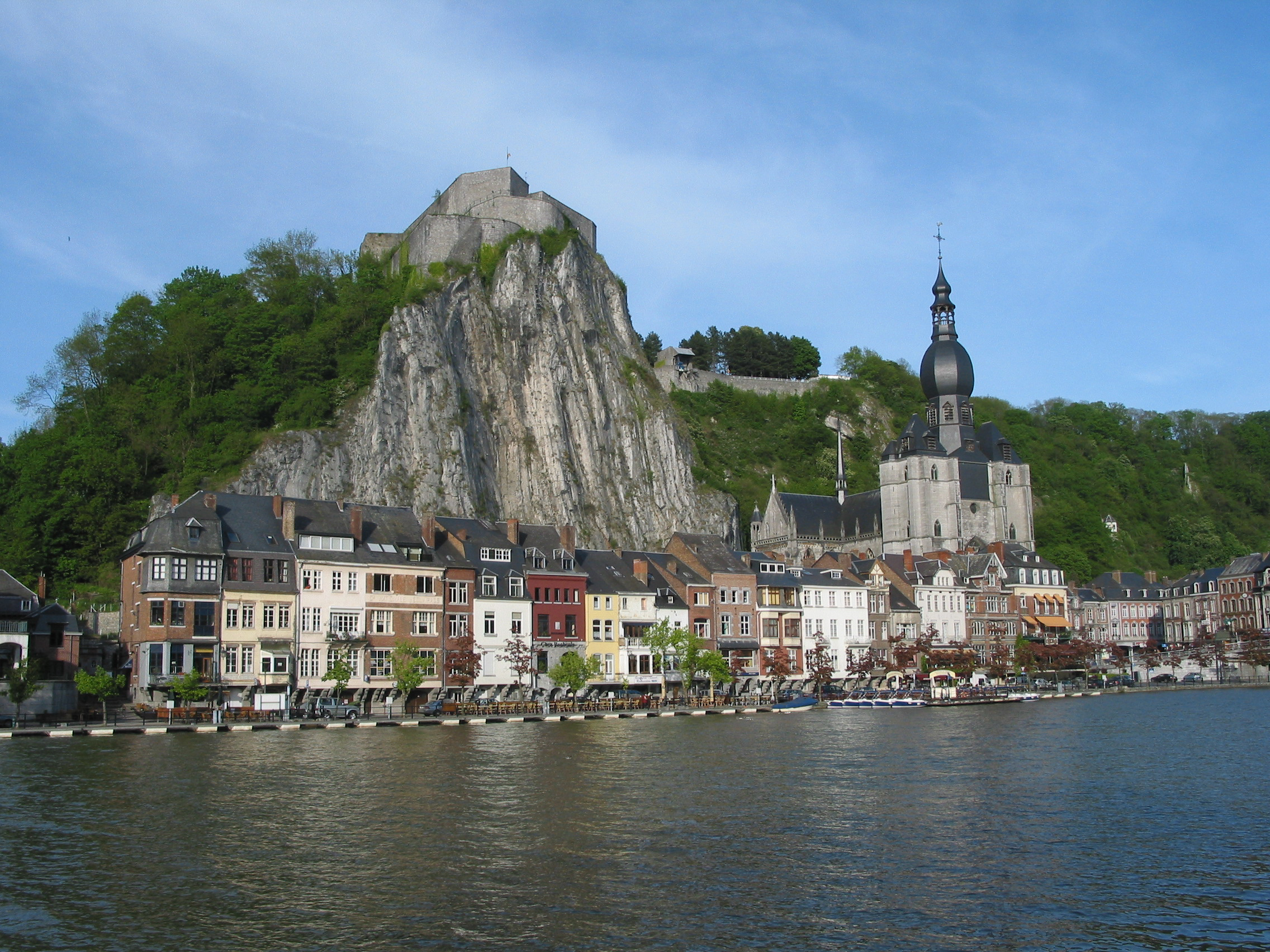
La citadelle de Dinant.

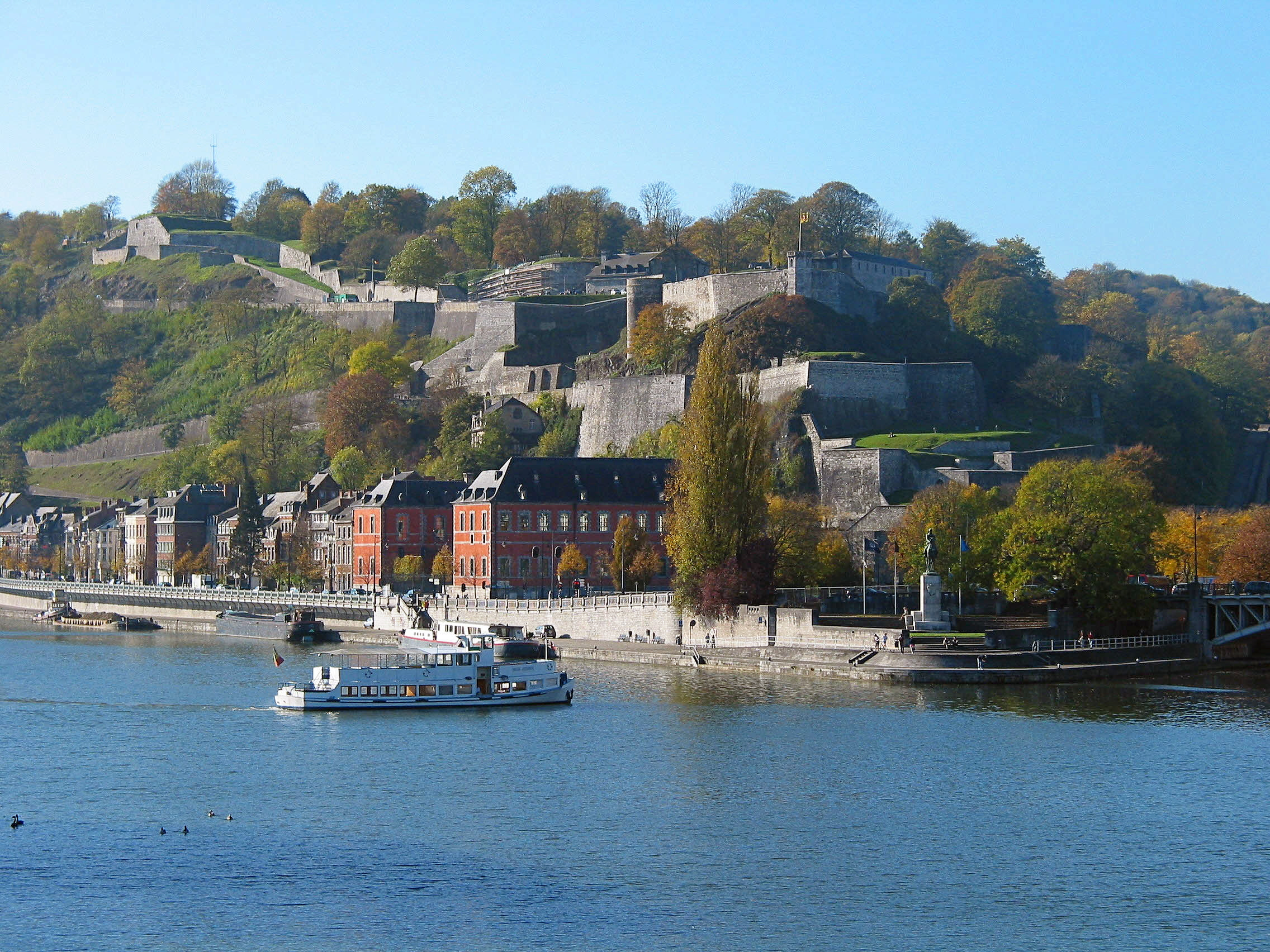
La citadelle de Namur.

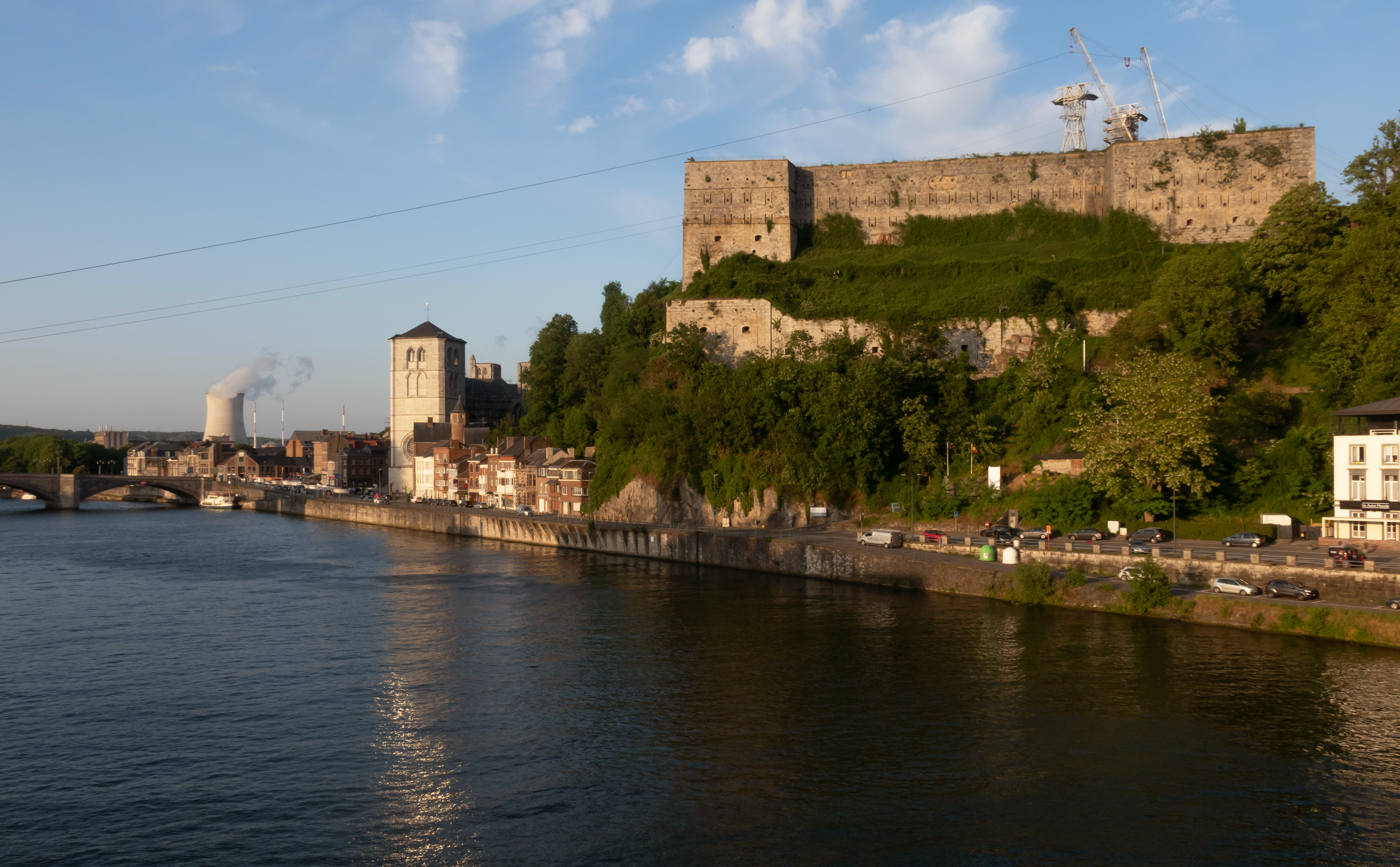
La citadelle de Huy.

Les citadelles mosanes sont un ensemble de fortifications érigées sur les hauteurs de la Meuse pour défendre soit la principauté de Liège, soit le comté de Namur.

## Histoire
Artère économique de premier ordre depuis l'Antiquité, la Meuse garda son influence dans les échanges commerciaux noués pendant la période mérovingienne, comme en témoigne la diffusion de techniques et de motifs, attestée dans les fouilles archéologiques. Elle fut aussi la colonne vertébrale de l'évêché de Liège, devenu principauté épiscopale dans la seconde moitié du Moyen Âge. Ainsi l'autorité du Prince-évêque s'étendait-elle sur des faubourgs (ou des villes entières) reliés entre eux par le fleuve : Dinant, Namur, Andenne, Huy. Dans chacune de ces villes, un pont et une église dédiée à Notre-Dame percevaient un droit de passage, alimentant le trésor épiscopal.
Marc Suttor considère que le trafic sur la Meuse se compare avec celui de la Loire, de la Seine et du Rhin, notamment du vin, la principale marchandise transportée sur les grands fleuves européens au Moyen Âge et à la Renaissance, un trafic égal au XVIe siècle à la production bordelaise de vins.
Profitant de cet axe commercial, l'orfèvrerie mosane (et notamment la dinanderie, soit le travail du laiton) se développa pendant tout le Moyen Âge. La "légende historique" rapporte que la pratique de la dinanderie opposa Bouvignes à Dinant ; Philippe de Commynes l'a bien raconté dans ses chroniques et Jules Michelet en a été frappé.
Reconstruites sur décision des Néerlandais au cours du XIXe siècle pour faire face à une invasion des Français, elles ont remplacé ou amélioré des citadelles bien plus anciennes. La vue impressionnante de ces citadelles haut perchées crée une atmosphère insolite depuis les villes en bord de Meuse.
Les citadelles mosanes en Belgique sont :
- la citadelle de Dinant,
- la citadelle de Namur,
- la citadelle de Huy.
- Quant à la citadelle de Liège, elle a été partiellement démolie au début des années 1970 pour faire place à un hôpital, le Centre hospitalier régional de la Citadelle. Quelques vestiges ont été conservés et classés.

Les citadelles mosanes en France sont :
- le fort de Charlemont

## Reconnaissance
Le 8 avril 2008, les trois premières citadelles ont été proposées pour faire partie de la liste du patrimoine mondial de l'UNESCO sous le n° de référence 5365. Après avoir été recalées, il est question de présenter un dossier pour la citadelle de Namur uniquement (ou jumelée avec celle de Dinant).